# Interacciones humanas con los microbios

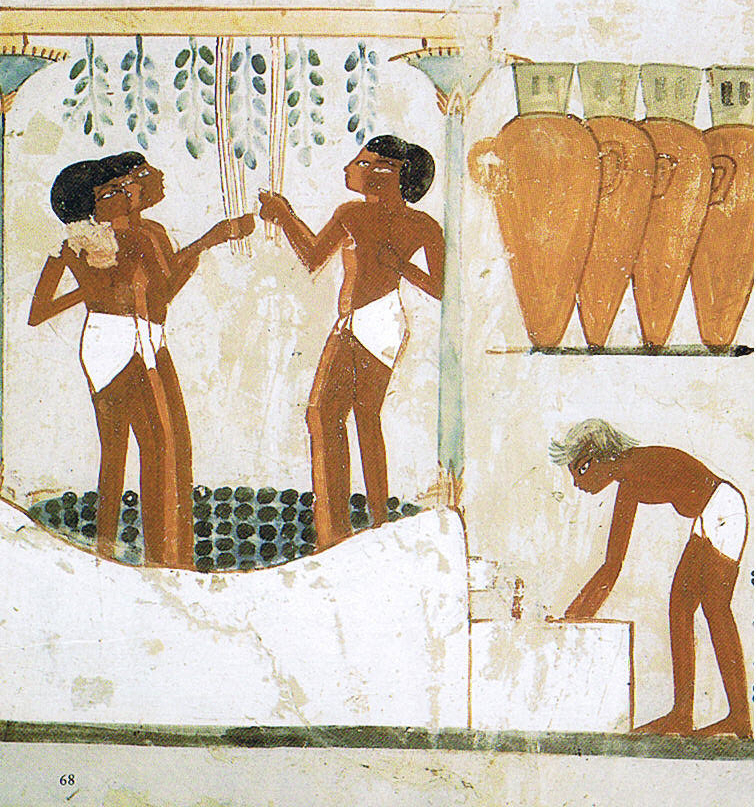
Uvas siendo pisadas para extraer el jugo y fermentadas para producir vino en jarras de almacenamiento. Tumba de Nakht, dinastía XVIII, Tebas, Antiguo Egipto.

Las interacciones humanas con los microbios incluyen tanto los usos prácticos y simbólicos de los microbios, así como interacciones negativas en forma de enfermedades en humanos, animales domésticos y cultivos.
El uso práctico de microbios comenzó en la antigüedad con la fermentación; el pan, la cerveza y el vino se han producido mediante levaduras desde los inicios de la civilización, como en el Antiguo Egipto. Más recientemente, los microbios se han utilizado en actividades que van desde la guerra biológica hasta la producción de sustancias químicas por fermentación, a medida que los químicos industriales descubren cómo fabricar una variedad cada vez mayor de sustancias químicas orgánicas, incluyendo enzimas y moléculas bioactivas como hormonas e inhibidores competitivos para su uso como medicamentos. La fermentación también se utiliza para producir sustitutos de combustibles fósiles en formas como etanol y metano; los combustibles también pueden ser producidos por algas. Los microorganismos anaeróbicos son importantes en el tratamiento de aguas residuales. En la investigación científica, las levaduras y la bacteria Escherichia coli sirven como organismo modelos, especialmente en genética y campos relacionados.
Desde el punto de vista simbólico, uno de los primeros poemas sobre la elaboración de cerveza es el "Himno a Ninkasi" en sumerio, de 1800 a. C. En la Edad Media, Decamerón de Giovanni Boccaccio y Los cuentos de Canterbury de Geoffrey Chaucer abordaron el miedo de las personas a las enfermedades mortales y el declive moral que podía resultar. Los novelistas han explotado las posibilidades apocalípticas de las pandemias desde El último hombre de Mary Shelley en 1826 y La peste escarlata de Jack London en 1912. Hilaire Belloc escribió un poema humorístico a "El Microbio" en 1912. Las plagas dramáticas y las infecciones masivas han formado las tramas de muchas películas de Hollywood, comenzando con Nosferatu en 1922. En 1971, La amenaza de Andrómeda narró la historia de un microbio extraterrestre que amenazaba la vida en la Tierra. Los microbiólogos desde Alexander Fleming han utilizado colonias de bacterias coloreadas o fluorescentes para crear pequeñas obras de arte.
Los microorganismos como las bacteria y los virus son importantes como patógenos, causando enfermedades en humanos, plantas de cultivo y animales domésticos.

## Contexto

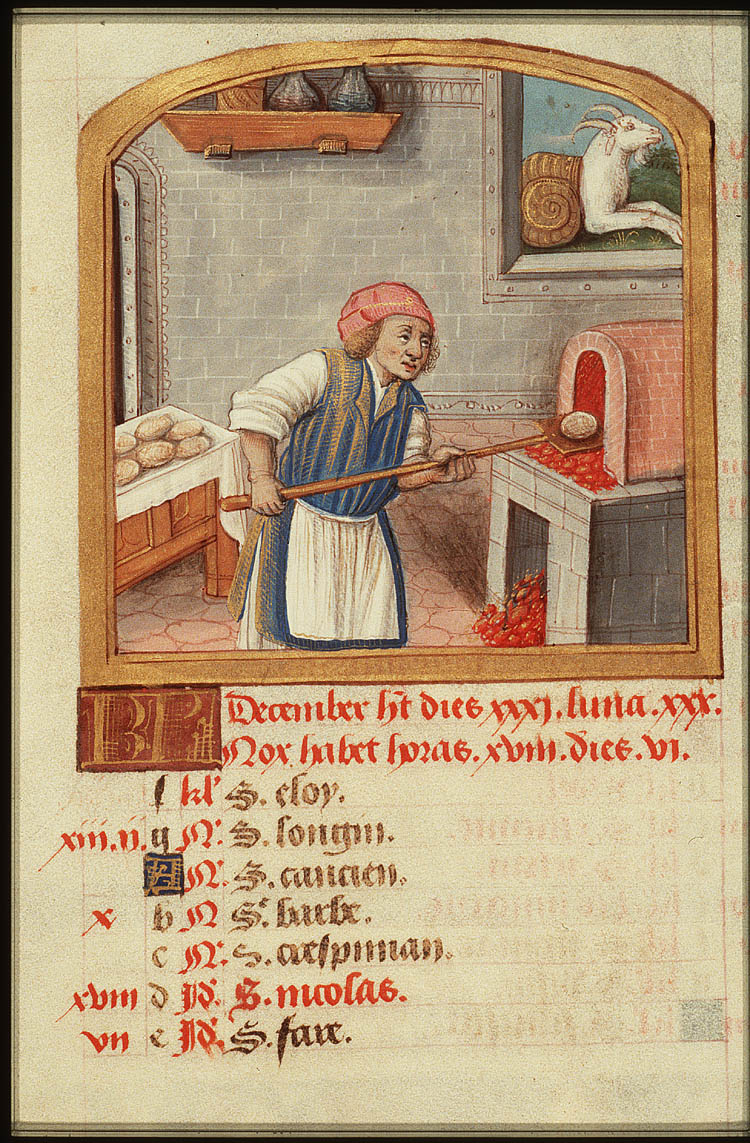
Calendario de un libro de horas medieval: el mes de diciembre, mostrando a un panadero colocando pan en el horno. c. 1490–1500

La cultura consiste en el comportamiento social y las normas que se encuentran en las sociedades humanas y se transmiten a través del aprendizaje social. Los universales culturales en todas las sociedades humanas incluyen formas expresivas como el arte, la música, el baile, el ritual, la religión y las tecnologías como el uso de herramientas, la cocina, la vivienda y la ropa. El concepto de cultura material abarca expresiones físicas como la tecnología, la arquitectura y el arte, mientras que la cultura inmaterial incluye principios de organización social, mitología, filosofía, literatura y ciencia.
Dado que los microbios no se conocieron hasta principios de la Edad Moderna, su aparición en la literatura antigua es indirecta, a través de las descripciones de la panificación y elaboración de cerveza. Solo con la invención del microscopio, utilizado por Robert Hooke en su libro de 1665 Micrographia, y por Antonie van Leeuwenhoek en la década de 1670, la teoría microbiana de la enfermedad y el progreso en la microbiología en el siglo XIX, los microbios fueron observados directamente, identificados como organismos vivos y utilizados de manera científica. Este mismo conocimiento también permitió que los microbios aparecieran explícitamente en la literatura y las artes.

## Usos prácticos

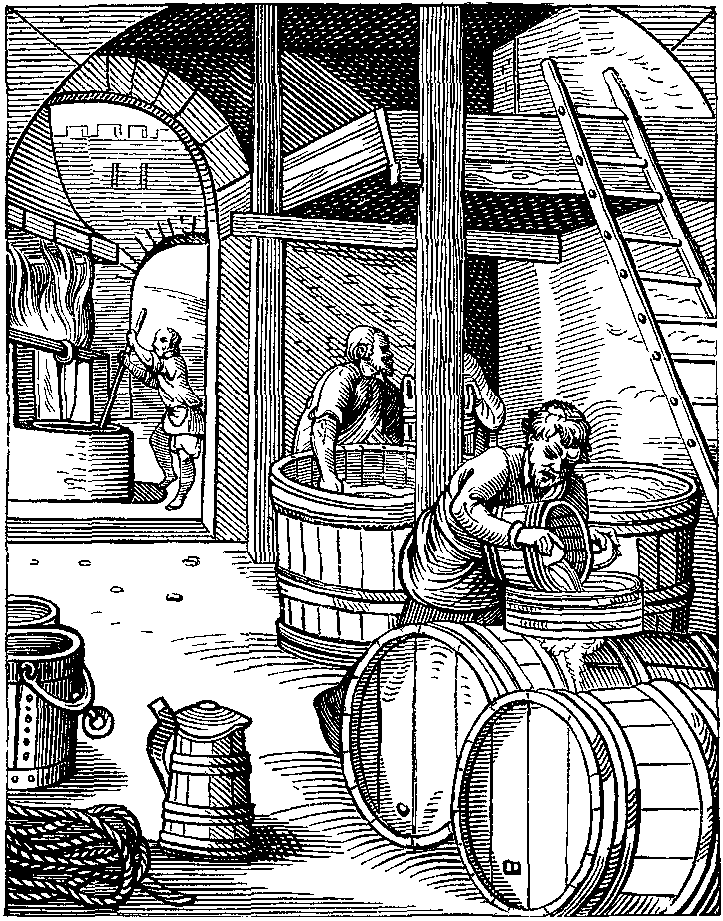
Una cervecería del, grabada por Jost Amman

### Producción de alimentos
La fermentación controlada con microbios en la elaboración de cerveza, la vinificación, la panificación, el encurtido y los productos lácteos cultivados como el yogur y el queso, se utiliza para modificar ingredientes y producir alimentos con propiedades deseables. Los principales microbios involucrados son las levaduras, en el caso de la cerveza, el vino y el pan común; y las bacterias, en el caso de verduras fermentadas anaeróbicamente, productos lácteos y el pan de masa madre. Los cultivos aportan sabor y aroma, inhiben patógenos, incrementan la digestibilidad y la apetitosidad, aumentan el volumen del pan, reducen el tiempo de cocción y crean productos útiles como alcohol, ácidos orgánicos, vitaminas, aminoácidos y dióxido de carbono. La seguridad se mantiene con la ayuda de la microbiología de alimentos.

### Tratamiento de agua
Los procesos de tratamiento de aguas residuales oxidativas dependen de microorganismos para oxidar los componentes orgánicos. Los microorganismos anaeróbicos reducen los sólidos de lodo, produciendo gas metano y un residuo mineralizado estéril. En el tratamiento de agua potable, un método, el filtro de arena lento, emplea una capa gelatinosa compleja compuesta por una amplia gama de microorganismos para eliminar tanto el material disuelto como particulado del agua cruda.

### Energía
Los microorganismos se utilizan en la fermentación para producir etanol y en reactores de biogás para producir metano. Los científicos están investigando el uso de algas para producir combustibles líquidos y bacterias para convertir varias formas de desechos agrícolas y urbanos en combustibles utilizables.

### Químicos, enzimas

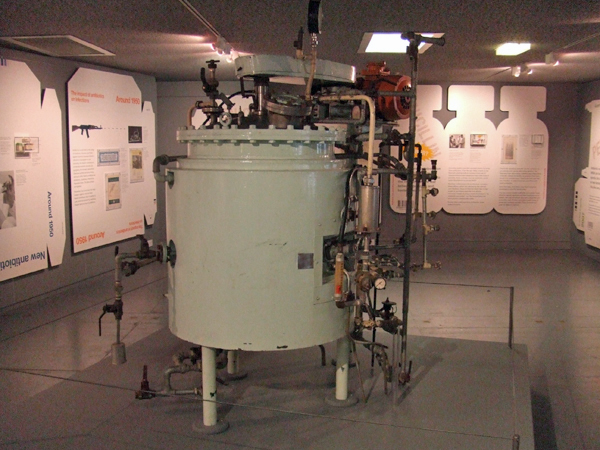
Un biorreactor de penicilina temprano, de 1957, ahora en el Museo de la Ciencia, Londres.

Los microorganismos se utilizan para muchos propósitos comerciales e industriales, incluyendo la producción de químicos, enzimas y otras moléculas bioactivas, a menudo mediante ingeniería de proteínas. Por ejemplo, el ácido acético es producido por la bacteria Acetobacter aceti, mientras que el ácido cítrico es producido por el hongo Aspergillus niger. Los microorganismos se utilizan para preparar una gama cada vez más amplia de moléculas bioactivas y enzimas. Por ejemplo, la estreptoquinasa producida por la bacteria Streptococcus y modificada por ingeniería genética se utiliza para disolver coágulos en los vasos sanguíneos de pacientes que han sufrido un infarto de miocardio. La ciclosporina A es un inmunosupresor en el trasplante de órganos, mientras que las estatinas producidas por la levadura Monascus purpureus sirven como agentes para reducir el colesterol en la sangre, inhibiendo competitivamente la enzima que sintetiza el colesterol.

### Ciencia
Los microorganismos son herramientas esenciales en biotecnología, bioquímica, genética y biología molecular. Las levaduras de cerveza (Saccharomyces cerevisiae) y de fisión (Schizosaccharomyces pombe) son importantes organismos modelo en la ciencia, ya que son eucariotas simples que pueden cultivarse rápidamente en grandes cantidades y son fácilmente manipulables. Son particularmente valiosas en genética, genómica y proteómica, por ejemplo, en la producción de proteínas. La bacteria intestinal fácilmente cultivable Escherichia coli, un procariota, también se utiliza ampliamente como organismo modelo.

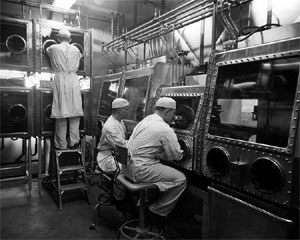
Científicos trabajando con gabinetes de Clase III en los Laboratorios de Guerra Biológica de EE. UU., Camp Detrick, Maryland, en la década de 1940

### Endosimbiosis
Los microbios pueden formar una relación endosimbionte con organismos más grandes. Por ejemplo, las bacterias que viven dentro del sistema digestivo humano contribuyen a la salud humana a través de la inmunidad intestinal, la síntesis de vitaminas como el ácido fólico y la biotina, así como la fermentación de carbohidratos complejos no digeribles. Los futuros medicamentos y químicos alimentarios podrían necesitar ser probados en la microbiota intestinal; ya está claro que los suplementos probióticos pueden promover la salud y que los microbios intestinales se ven afectados por la dieta y los medicamentos.

### Guerra
Los microbios patógenos así como las toxinas que producen han sido desarrollados como posibles agentes de guerra. Desde la antigüedad se han practicado formas rudimentarias de guerra biológica. En el siglo VI a. C., los asirios envenenaron pozos enemigos con un hongo que se decía que dejaba a los enemigos delirantes. En 1346, los cuerpos de los guerreros mongoles de la Horda de Oro que habían muerto de peste fueron arrojados sobre las murallas de la ciudad de Kaffa, posiblemente ayudando a la propagación de la Peste Negra en Europa. Los avances en bacteriología en el siglo XX aumentaron la sofisticación de posibles bio-agentes en la guerra. El sabotaje biológico, en forma de ántrax y muermo, fue llevado a cabo en nombre del gobierno alemán imperial durante la Primera Guerra Mundial, con resultados indiferentes. En la Segunda Guerra Mundial, Gran Bretaña armó tularemia, ántrax, brucelosis y toxinas de botulismo, pero nunca las utilizó. Estados Unidos exploró de manera similar agentes de guerra biológica,  desarrollando esporas de ántrax, brucelosis y toxinas de botulismo para posible uso militar. Japón desarrolló agentes de guerra biológica, con el uso de experimentos en prisioneros humanos y estaba a punto de usarlos cuando terminó la guerra.

## Usos simbólicos
Al ser muy pequeños y desconocidos hasta la invención del microscopio, los microbios no aparecen directamente en el arte o la literatura antes de la época moderna temprana (aunque aparecen indirectamente en obras sobre la elaboración de cerveza y la panificación), cuando Antonie van Leeuwenhoek observó microbios en el agua en 1676; sus resultados fueron pronto confirmados por Robert Hooke. Algunas enfermedades importantes como la tuberculosis aparecen en la literatura, el arte, el cine, la ópera y la música.

### En la literatura

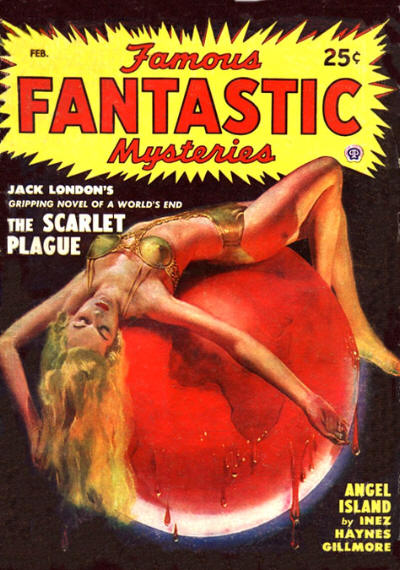
La peste escarlata de Jack London de 1912 fue reimpresa en la edición de febrero de 1949 de Famous Fantastic Mysteries, con la portada ilustrada por Lawrence Sterne Stevens.

Las posibilidades literarias de las historias posapocalípticas sobre pandemias (brotes mundiales de enfermedades) han sido exploradas en novelas y películas desde El último hombre de Mary Shelley en 1826 y La peste escarlata de Jack London en 1912. Los escritos medievales que tratan sobre la peste incluyen Decamerón de Giovanni Boccaccio y Los cuentos de Canterbury de Geoffrey Chaucer, ambos abordan el miedo de las personas al contagio y el declive moral resultante, así como la muerte corporal.
La elaboración de cerveza ha sido celebrada en verso desde la época de la antigua Sumeria, alrededor del 1800 a. C., cuando el "Himno a Ninkasi" fue inscrito en una tablilla de arcilla. Ninkasi, diosa tutelar de la cerveza, e hija del creador Enki y la "reina del lago sagrado" Ninki, "maneja la masa y con una gran pala, mezcla en un pozo, el bappir con miel (de dátil), riega la malta puesta en el suelo, remoja la malta en una jarra, extiende la masa cocida en grandes esteras de junco, el frescor prevalece, sostiene con ambas manos el gran mosto dulce, elaborándolo con miel".
El vino es un tema frecuente en la literatura inglesa, desde el "hipocrás" francés e italiano especiado, el "claret" y el "vernaccia" en El cuento del mercader de Chaucer. Falstaff de William Shakespeare bebía "sherris sack" español, en contraste con la preferencia de Sir Toby Belch por el "canary". Las referencias al vino en siglos posteriores se ramifican a más regiones vinícolas.
El Microbio es un poema humorístico de 1912 de Hilaire Belloc, que comienza con las líneas "El microbio es tan pequeño, no puedes distinguirlo en absoluto, pero muchas personas optimistas esperan verlo a través de un microscopio. Los microbios y el hombre es un libro "clásico" admirado, publicado por primera vez en 1969, por la "figura paterna de la microbiología británica" John Postgate sobre el tema completo de los microorganismos y sus relaciones con los humanos.

### En el cine
Los microbios aparecen en muchas películas altamente dramatizadas. Hollywood fue rápido en explotar las posibilidades de enfermedades mortales, infecciones masivas y reacciones gubernamentales drásticas, comenzando ya en 1922 con Nosferatu, en la que una figura parecida a Drácula, Conde Orlok, duerme en un terreno impuro contaminado con la Peste Negra, que lleva consigo a donde quiera que va. Otra película clásica, El séptimo sello de Ingmar Bergman de 1957, trata el tema de la peste de manera muy diferente, con la parca directamente representada por un actor con capucha. Más recientemente, La amenaza de Andrómeda de 1971, basada en una novela de Michael Crichton, retrató un microbio extraterrestre que contamina la Tierra.

### En la música
"A Very Cellular Song", una canción del grupo británico de folk psicodélico The Incredible String Band del álbum de 1968 The Hangman's Beautiful Daughter, se narra parcialmente desde la perspectiva de una ameba, un protista. La pandemia de COVID-19 inspiró varias canciones y álbumes.

### En el arte
El arte microbiano es la creación de obras de arte mediante el cultivo de bacterias, típicamente en placas de agar, para formar patrones deseados. Estos pueden ser elegidos para fluorescer bajo luz ultravioleta en diferentes colores. Alexander Fleming, el descubridor de la penicilina, creó "pinturas de gérmenes" utilizando diferentes especies de bacterias que estaban naturalmente pigmentadas en diferentes colores.
Un ejemplo de un protista en una obra de arte es la escultura en bronce Amoeba de la artista Louise Bourgeois. Tiene una pátina blanca que recuerda al yeso y fue diseñada en 1963–5, basada en dibujos del vientre de una mujer embarazada que realizó desde la década de 1940. Según la Galería Tate, la obra "es una forma orgánica modelada de manera aproximada, sus protuberancias y abertura única sugieren una criatura viva en movimiento en las etapas de la evolución."

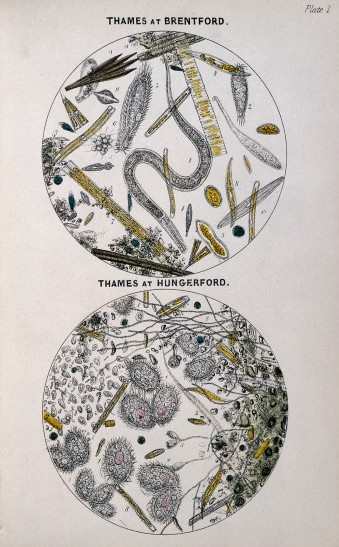
Microbios en el Támesis en Brentford y Hungerford. Arthur Hill Hassall, 1850.
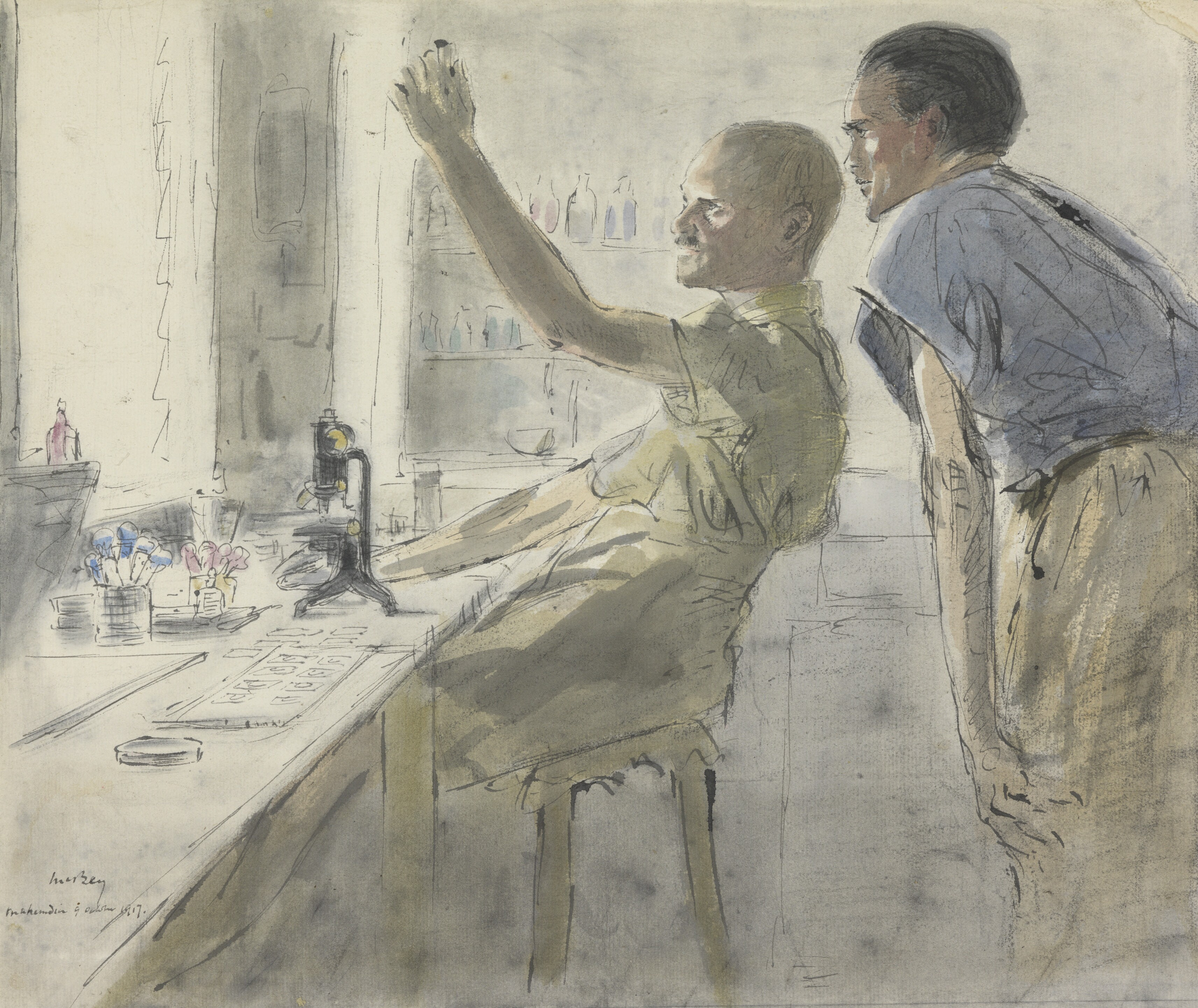
Un microbiólogo británico en su laboratorio, examinando un tubo de ensayo con bacterias. Pintado por James McBey, 1917.
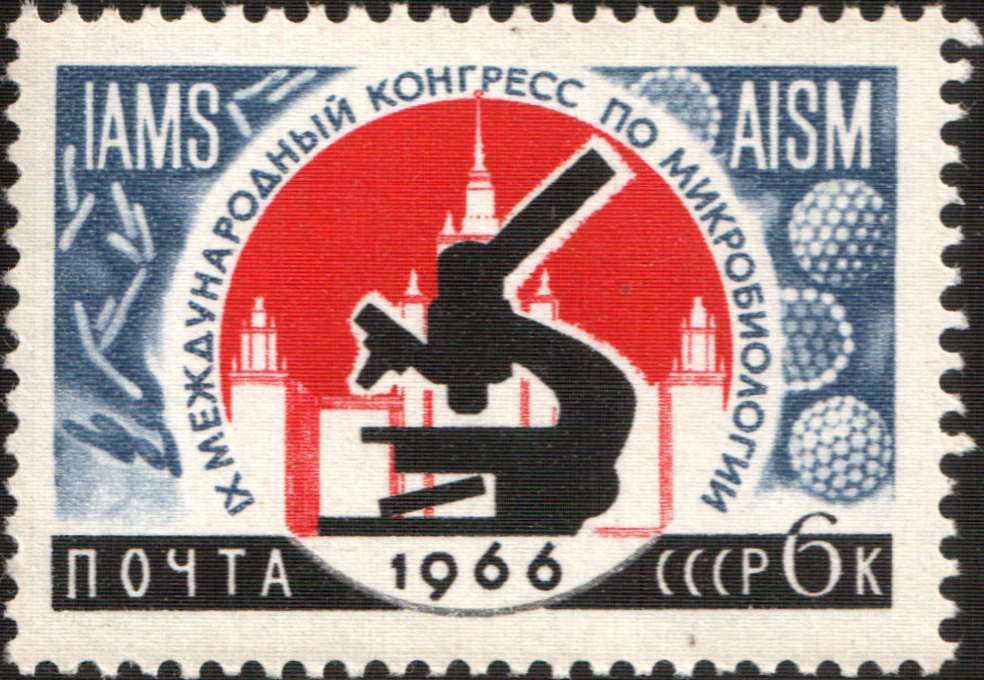
El sello de la Unión Soviética de 1966 para el Congreso Internacional de Microbiología. Bacterias y virus forman el fondo.
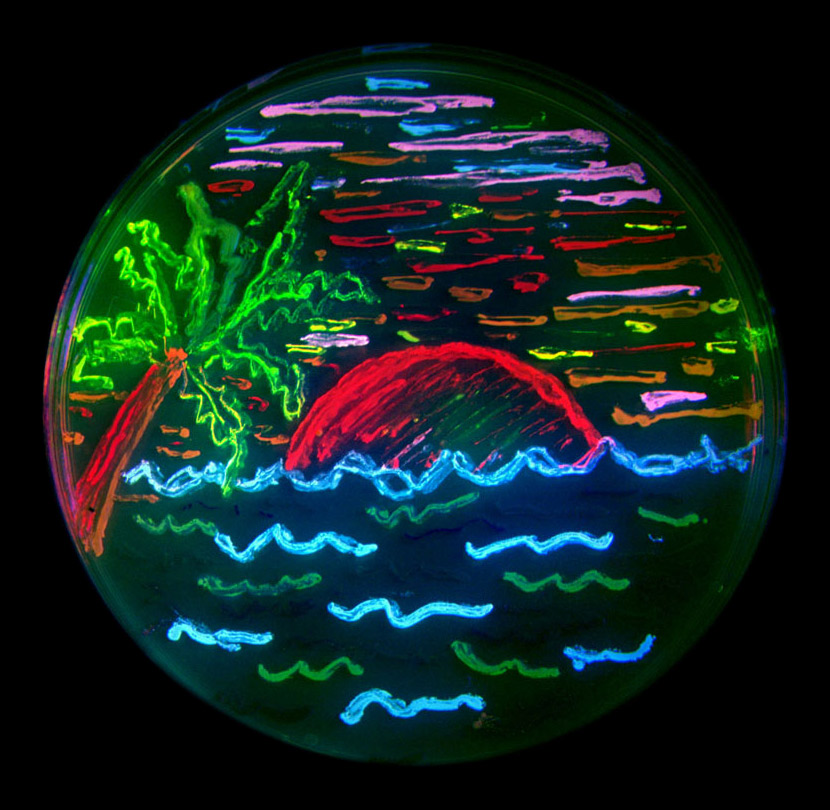
Escena de playa con bacterias vivas en una placa de Petri expresando diferentes proteínas fluorescentes. Arte microbiano por Nathan Shaner, 2006.

## Interacciones negativas

### Enfermedades
Los microorganismos son los agentes causantes (patógenos) en muchas enfermedades infecciosas de humanos y animales domésticos. Las bacteria patógenas causan enfermedades como la peste, la tuberculosis y el ántrax. Los protozoos causan enfermedades como la malaria, la enfermedad del sueño, la disentería y la toxoplasmosis. Los hongos microscópicos causan enfermedades como la tiña, la candidiasis y la histoplasmosis. Los virus patógenos causan enfermedades como la influenza, la fiebre amarilla y el SIDA.

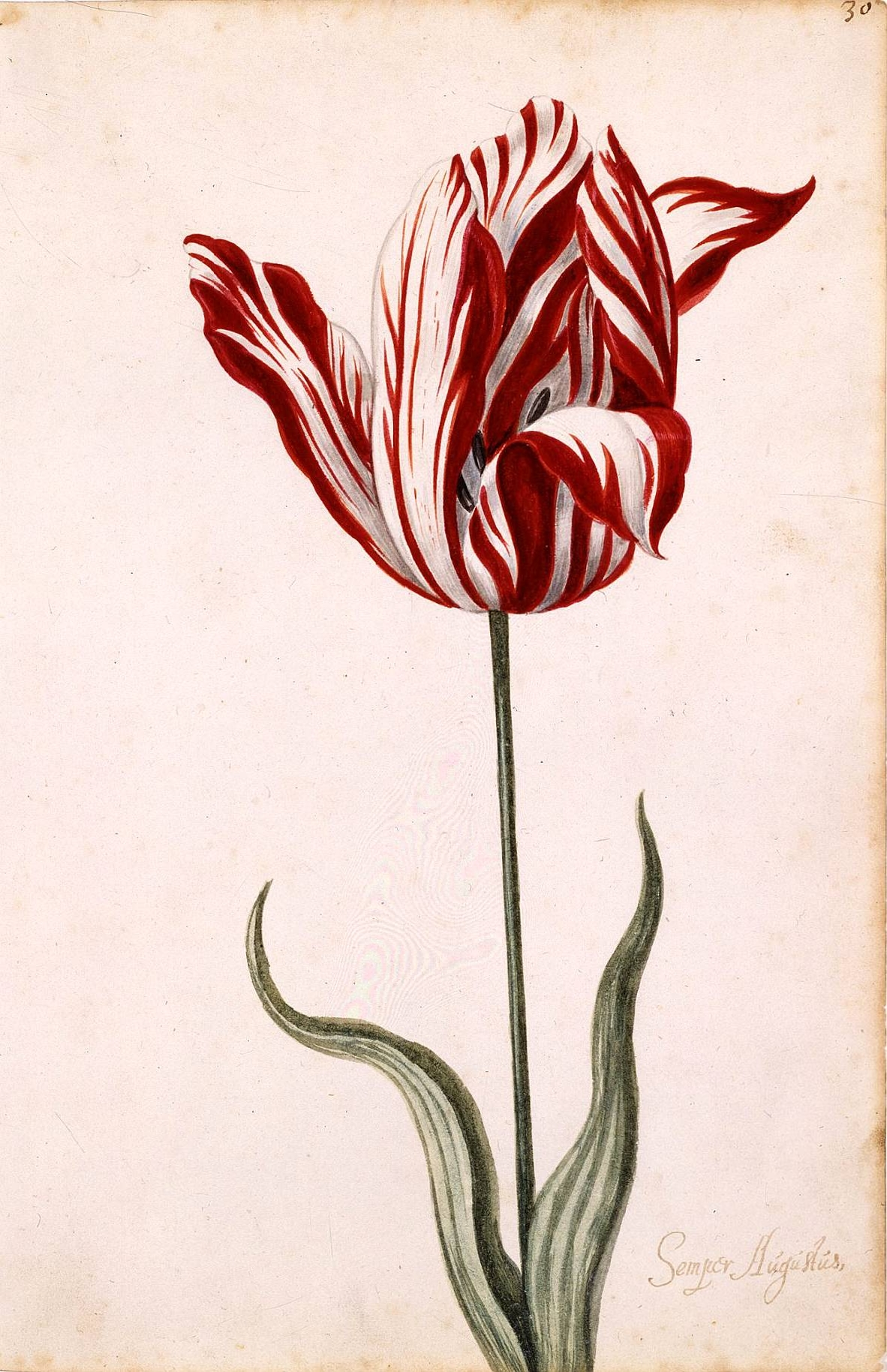
El Semper Augustus Tulip,, debía su patrón a un virus.

La práctica de la higiene fue creada para prevenir la infección o el deterioro de los alimentos eliminando microbios, especialmente bacterias, del entorno.

### En la agricultura y la horticultura
Los microorganismos, incluyendo bacterias, hongos y virus, son importantes como patógenos de plantas, causando enfermedades en plantas de cultivo. Los hongos causan graves enfermedades en los cultivos, como la roya de la hoja del maíz, la roya del tallo del trigo y el oídio. Las bacterias causan enfermedades de plantas como manchas foliares y agallas de la corona. Los virus causan enfermedades de plantas como el mosaico de hojas. El oomiceto Phytophthora infestans causa el tizón de la papa, contribuyendo a la Gran Hambruna Irlandesa de la década de 1840.
El virus de la rotura del tulipán jugó un papel en la tulipomanía de la Edad de Oro neerlandesa. El famoso tulipán Semper Augustus, en particular, debía su patrón llamativo a la infección con la enfermedad de la planta, una especie de virus del mosaico, lo que lo convirtió en el más caro de todos los bulbos de tulipán vendidos.